# Liste der Nummer-eins-Hits in Finnland (1989)
Dies ist eine Liste der Nummer-eins-Hits in Finnland im Jahr 1989. Sie basiert auf den offiziellen Single Top und den Album Top, die im Auftrag von Musiikkituottajat, der finnischen Landesgruppe der IFPI, erstellt werden.

## Singles
| | Liste der Nummer-eins-Hits in Finnland | Liste der Nummer-eins-Hits in Finnland | Liste der Nummer-eins-Hits in Finnland | 1990 →                    |
| \| Zeitraum \| Wo. ges. \| Interpret \| Titel Autor(en) \| Zusätzliche Informationen \| \| (Zeitraum, Wochen auf Platz eins, Interpret, Titel, Autor[en], zusätzliche Informationen) \| \| \| \| \| \| ----------------------------------------------------------------------------------------- \| -------- \| ----------------------------- \| -------------------------------------------------------------------------------------------------------------------------------------------------------------------------------------------------------------------- \| ------------------------- \| \| 25. Januar 1989 – 7. Februar 1989 2 Wochen \| 2 \| Inner City \| Good Life Kevin Saunderson, Paris Grey, Ann Saunderson, Roy Holmon \| – \| \| 8. Februar 1989 – 21. Februar 1989 2 Wochen \| 2 \| Sabrina \| Like a Yo-Yo Giorgio Moroder \| – \| \| 22. Februar 1989 – 21. März 1989 4 Wochen \| 4 \| Edelweiss \| Bring Me Edelweiss Martin Gletschermeyer, Walter Werzowa; Benny Andersson, Stig Anderson, Björn Ulvaeus \| – \| \| 22. März 1989 – 2. Mai 1989 6 Wochen \| 6 \| Madonna \| Like a Prayer Madonna L. Ciccone, Patrick Raymond Leonard \| – \| \| 3. Mai 1989 – 16. Mai 1989 2 Wochen \| 2 \| Roxette \| The Look Per Gessle \| – \| \| 17. Mai 1989 – 27. Juli 1989 10 Wochen (insgesamt 12) \| 12 \| Kim Lönnholm \| Minä olen muistanut \| – \| \| 26. Juli 1989 – 8. August 1989 2 Wochen \| 2 \| Jason Donovan \| Sealed with a Kiss Peter Udell, Gary Geld \| – \| \| 9. August 1989 – 22. August 1989 2 Wochen (insgesamt 12) \| 12 \| Kim Lönnholm \| Minä olen muistanut \| – \| \| 23. August 1989 – 5. September 1989 2 Wochen \| 2 \| Jive Bunny & the Mastermixers \| Swing the Mood Otis Blackwell, Dorothy Bostrie, Felice Bryant, Boudleaux Bryant, Charles Calhoun, Jerry Capehart, Eddie Cochran, Joe Lubin, John Medora, Richard Penniman, Elvis Presley, Arthur Singer, David White \| – \| \| 6. September 1989 – 13. Oktober 1989 5 Wochen \| 5 \| Bat & Ryyd \| Ehtaa tavaraa (80-luvun tykk) \| – \| \| 18. Oktober 1989 – 14. November 1989 4 Wochen \| 4 \| Kaoma \| Lambada Musik: Ulises Hermosa; Text: Gonzalo Hermosa Gonzales \| – \| \| 15. November 1989 – 13. Dezember 1989 4 Wochen \| 4 \| Phil Collins \| Another Day in Paradise Phil Collins \| – \| \| 14. Dezember 1989 – 17. Januar 1990 5 Wochen \| 5 \| Bat & Ryyd \| Ryyd-joulu \| – \| |                                        |                                        | |                           |
| |                                        |                                        | | → 1990 →                  |
| Zeitraum | Wo. ges.                               | Interpret                              | Titel Autor(en) | Zusätzliche Informationen |
| (Zeitraum, Wochen auf Platz eins, Interpret, Titel, Autor[en], zusätzliche Informationen) |                                        |                                        | |                           |
| 25. Januar 1989 – 7. Februar 1989 2 Wochen | 2                                      | Inner City                             | Good Life Kevin Saunderson, Paris Grey, Ann Saunderson, Roy Holmon | –                         |
| 8. Februar 1989 – 21. Februar 1989 2 Wochen | 2                                      | Sabrina                                | Like a Yo-Yo Giorgio Moroder | –                         |
| 22. Februar 1989 – 21. März 1989 4 Wochen | 4                                      | Edelweiss                              | Bring Me Edelweiss Martin Gletschermeyer, Walter Werzowa; Benny Andersson, Stig Anderson, Björn Ulvaeus | –                         |
| 22. März 1989 – 2. Mai 1989 6 Wochen | 6                                      | Madonna                                | Like a Prayer Madonna L. Ciccone, Patrick Raymond Leonard | –                         |
| 3. Mai 1989 – 16. Mai 1989 2 Wochen | 2                                      | Roxette                                | The Look Per Gessle | –                         |
| 17. Mai 1989 – 27. Juli 1989 10 Wochen (insgesamt 12) | 12                                     | Kim Lönnholm                           | Minä olen muistanut | –                         |
| 26. Juli 1989 – 8. August 1989 2 Wochen | 2                                      | Jason Donovan                          | Sealed with a Kiss Peter Udell, Gary Geld | –                         |
| 9. August 1989 – 22. August 1989 2 Wochen (insgesamt 12) | 12                                     | Kim Lönnholm                           | Minä olen muistanut | –                         |
| 23. August 1989 – 5. September 1989 2 Wochen | 2                                      | Jive Bunny & the Mastermixers          | Swing the Mood Otis Blackwell, Dorothy Bostrie, Felice Bryant, Boudleaux Bryant, Charles Calhoun, Jerry Capehart, Eddie Cochran, Joe Lubin, John Medora, Richard Penniman, Elvis Presley, Arthur Singer, David White | –                         |
| 6. September 1989 – 13. Oktober 1989 5 Wochen | 5                                      | Bat & Ryyd                             | Ehtaa tavaraa (80-luvun tykk) | –                         |
| 18. Oktober 1989 – 14. November 1989 4 Wochen | 4                                      | Kaoma                                  | Lambada Musik: Ulises Hermosa; Text: Gonzalo Hermosa Gonzales | –                         |
| 15. November 1989 – 13. Dezember 1989 4 Wochen | 4                                      | Phil Collins                           | Another Day in Paradise Phil Collins | –                         |
| 14. Dezember 1989 – 17. Januar 1990 5 Wochen | 5                                      | Bat & Ryyd                             | Ryyd-joulu | –                         |

## Alben
| | Liste der Nummer-eins-Hits in Finnland | Liste der Nummer-eins-Hits in Finnland | Liste der Nummer-eins-Hits in Finnland | 1990 →                    |
| \| Zeitraum \| Wo. ges. \| Interpret \| Titel \| Zusätzliche Informationen \| \| (Zeitraum, Wochen auf Platz eins, Interpret, Titel, zusätzliche Informationen) \| \| \| \| \| \| ------------------------------------------------------------------------------ \| -------- \| -------------------------- \| ------------------- \| ------------------------- \| \| 25. Januar 1989 – 21. Februar 1989 4 Wochen (insgesamt 6) \| 6 \| Vaya Con Dios \| Vaya Con Dios \| – \| \| 22. Februar 1989 – 7. März 1989 2 Wochen \| 2 \| Roy Orbison \| Mystery Girl \| – \| \| 8. März 1989 – 21. März 1989 2 Wochen (insgesamt 6) \| 6 \| Vaya Con Dios \| Vaya Con Dios \| – \| \| 22. März 1989 – 16. Mai 1989 8 Wochen \| 8 \| Madonna \| Like a Prayer \| – \| \| 17. Mai 1989 – 27. Juni 1989 6 Wochen \| 6 \| Eppu Normaali \| Lyömättömät \| – \| \| 28. Juni 1989 – 11. Juli 1989 2 Wochen \| 2 \| Leevi and the Leavings \| Musiikkiluokka \| – \| \| 12. Juli 1989 – 22. August 1989 6 Wochen \| 6 \| (Verschiedene Interpreten) \| Summer Love \| – \| \| 23. August 1989 – 5. September 1989 2 Wochen \| 2 \| Kim Lönnholm \| Minä olen muistanut \| – \| \| 6. September 1989 – 3. Oktober 1989 4 Wochen \| 4 \| Rolling Stones \| Steel Wheels \| – \| \| 4. Oktober 1989 – 17. Oktober 1989 2 Wochen (insgesamt 4) \| 4 \| Tina Turner \| Foreign Affair \| – \| \| 18. Oktober 1989 – 14. November 1989 4 Wochen \| 4 \| Bat & Ryyd \| Ehtaa tavaraa \| – \| \| 15. November 1989 – 29. November 1989 2 Wochen (insgesamt 4) \| 4 \| Tina Turner \| Foreign Affair \| – \| \| 30. November 1989 – 3. Januar 1990 5 Wochen (insgesamt 9) \| 9 \| Phil Collins \| …But Seriously \| – \| |                                        |                                        |                                        |                           |
| |                                        |                                        |                                        | → 1990 →                  |
| Zeitraum | Wo. ges.                               | Interpret                              | Titel                                  | Zusätzliche Informationen |
| (Zeitraum, Wochen auf Platz eins, Interpret, Titel, zusätzliche Informationen) |                                        |                                        |                                        |                           |
| 25. Januar 1989 – 21. Februar 1989 4 Wochen (insgesamt 6) | 6                                      | Vaya Con Dios                          | Vaya Con Dios                          | –                         |
| 22. Februar 1989 – 7. März 1989 2 Wochen | 2                                      | Roy Orbison                            | Mystery Girl                           | –                         |
| 8. März 1989 – 21. März 1989 2 Wochen (insgesamt 6) | 6                                      | Vaya Con Dios                          | Vaya Con Dios                          | –                         |
| 22. März 1989 – 16. Mai 1989 8 Wochen | 8                                      | Madonna                                | Like a Prayer                          | –                         |
| 17. Mai 1989 – 27. Juni 1989 6 Wochen | 6                                      | Eppu Normaali                          | Lyömättömät                            | –                         |
| 28. Juni 1989 – 11. Juli 1989 2 Wochen | 2                                      | Leevi and the Leavings                 | Musiikkiluokka                         | –                         |
| 12. Juli 1989 – 22. August 1989 6 Wochen | 6                                      | (Verschiedene Interpreten)             | Summer Love                            | –                         |
| 23. August 1989 – 5. September 1989 2 Wochen | 2                                      | Kim Lönnholm                           | Minä olen muistanut                    | –                         |
| 6. September 1989 – 3. Oktober 1989 4 Wochen | 4                                      | Rolling Stones                         | Steel Wheels                           | –                         |
| 4. Oktober 1989 – 17. Oktober 1989 2 Wochen (insgesamt 4) | 4                                      | Tina Turner                            | Foreign Affair                         | –                         |
| 18. Oktober 1989 – 14. November 1989 4 Wochen | 4                                      | Bat & Ryyd                             | Ehtaa tavaraa                          | –                         |
| 15. November 1989 – 29. November 1989 2 Wochen (insgesamt 4) | 4                                      | Tina Turner                            | Foreign Affair                         | –                         |
| 30. November 1989 – 3. Januar 1990 5 Wochen (insgesamt 9) | 9                                      | Phil Collins                           | …But Seriously                         | –                         |

Siehe auch: Nummer-eins-Hits 1989 in  Australien, Belgien, Dänemark, Deutschland, Frankreich, Irland, Italien, Japan, Kanada, Neuseeland, den Niederlanden, Norwegen, Österreich, Schweden, der Schweiz, Spanien, den Vereinigten Staaten und im Vereinigten Königreich.